# Championnats du monde de cyclo-cross 1958
Navigation
Édition précédente Édition suivante
Les championnats du monde de cyclo-cross 1958 ont lieu le 23 février 1958 à Limoges en France. Une épreuve masculine est au programme.

## Podiums
| Épreuves | Or              | Argent           | Bronze         |
| -------- | --------------- | ---------------- | -------------- |
| Élites   | André Dufraisse | Amerigo Severini | Rolf Wolfshohl |

## Classement des élites
| Pos. | Cycliste          | Pays                 | Temps           |
| ---- | ----------------- | -------------------- | --------------- |
|      | André Dufraisse   | France               | 1 h 11 min 12 s |
|      | Amerigo Severini  | Italie               | + 0:25          |
|      | Rolf Wolfshohl    | Allemagne de l'Ouest | + 1:02          |
| 4    | Renato Longo      | Italie               | + 1:17          |
| 5    | André Brulé       | France               | + 1:48          |
| 6    | Emmanuel Plattner | Suisse               | + 1:48          |
| 7    | Jean Schmit       | Luxembourg           | + 3:00          |
| 8    | Georges Meunier   | France               | + 3:40          |
| 9    | Otto Furrer       | Suisse               | + 4:05          |
| 10   | Graziano Pertusi  | Italie               | + 4:15          |

## Tableau des médailles
| Rang | Nation               | Or | Argent | Bronze | Total |
| ---- | -------------------- | -- | ------ | ------ | ----- |
| 1    | France               | 1  | 0      | 0      | 1     |
| 2    | Italie               | 0  | 1      | 0      | 1     |
| 3    | Allemagne de l'Ouest | 0  | 0      | 1      | 1     |